# Jonas Larsen
Jonas Larsen (født 11. marts 1992) er en dansk paralympisk svømmer.
Han repræsenterede Danmark ved sommer-PL 2012 og ved sommer-PL 2016. Han vandt bronzemedaljen i mændenes 150 meter individuelle medley SM4-stævne i 2016.